# Ярра (река)

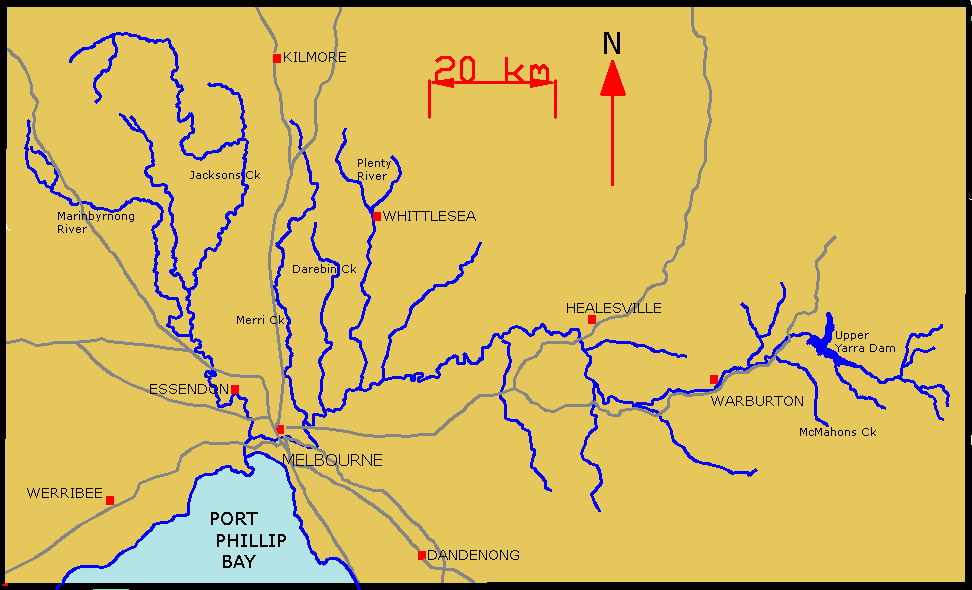
Карта бассейна реки Ярра и её притоков

Ярра (англ. Yarra River) — река на юге штата Виктория, Австралии. В нижнем течении реки в 1835 году основан Мельбурн, второй по величине город континента. Во время золотой лихорадки в штате Виктория река, её берега и холмы вокруг были источником золота для многочисленных старателей. По этой причине во многих местах ландшафт сильно изменился. В наше время река служит рекреационным целям: на ней занимаются академической греблей, греблей на байдарках и каноэ и плаванием.
Длина реки — 242 км. Высота истока — 1200 м над уровнем моря.